# Eritrichium tschuktschorum
Eritrichium tschuktschorum är en strävbladig växtart som beskrevs av B.A. Yurtsev och V.V. Petrovskii. Eritrichium tschuktschorum ingår i släktet Eritrichium och familjen strävbladiga växter. Inga underarter finns listade i Catalogue of Life.